# Пиккардо, Хамза Роберто
Хамза Роберто Пиккардо (итал. Hamza Roberto Piccardo; род. 7 октября 1952, Империя, Лигурия) — итальянский активист, редактор, исламский учёный и переводчик, ответственный за различные мусульманские ассоциации в Италии.

## Биография
Роберто Пиккардо родился в городе Империи, области Лигурия, где он и проживает по сей день. В 1975 году он принял ислам, а в 1990 году сотрудничал с Союзом исламских общин и организаций Италии (UCOII) и был избран членом (а позднее национальным секретарем и представителем) национального управления, он поспособствовал открытию мечети в Империи; за этим последовало открытие мечети в Альбенге в 1994 году, в Сан-Ремо в 1996 году, в Савоне и Ченджо в 1998 году. В 1993 году он основал издательство «Al Hikma» (специализированная и образовательная литература) и издавал и руководил ежемесячным журналом «Il Musulmano» до 1994 года.
В конце 1994 года, после пяти лет работы, он опубликовал первое издание «Эссе о толковании неподражаемого Священного Корана» — полный и прокомментированный перевод для итальянцев и носителей итальянского языка; эта версия была выбрана Саудовской Аравией в качестве смыслового перевода Корана на итальянский язык и стала официальным переводом. Одно из изданий «Newton Compton Editori» подверглось критике со стороны Магди Аллама в 2004 году в газете «Corriere della Sera». В 1998 году он был среди основателей Исламского совета Италии — органа, созданного по замыслу UCOII, Всемирной мусульманской лиги Италии и Исламского культурного центра Италии, для обеспечения единого представительства мусульман перед итальянским государством и заключения Соглашения в соответствии со ст. 8 Конституции Италии.
В 2005 году он был избран представителем Европейской мусульманской сети, основанной в Брюсселе и возглавляемой Тариком Рамаданом. В 2007 году он отказался от всех своих организационных ролей, посвятив себя только редакторской деятельности и написанию статей. После развода с первой женой он снова женился на марокканке, оформив гражданскую церемонию. От первого брака у него трое детей, от второго — двое. Самый старший из его пяти детей, Давиде Пиккардо, является координатором Координационного объединения исламских ассоциаций Милана, Монцы и Брианцы (CAIM) и сотрудником итальянского отделения «Huffington Post».
В начале 2000-х годов Союз исламских общин и организаций Италии не имел официального перевода Корана на итальянский язык, а наиболее распространёнными в мечетях и исламских центрах были издания Алессандро Баусани, Габриэле Манделя и Пиккардо, который вместе с Манделем был также соавтором книги «Ислам и итальянское государство».
Работы исламоведов Баусани и Манделя имеют арабский текст и сопровождаются критическим аппаратом филологических, исторических и теологических заметок.

## Споры
В 2006 году Магди Аллам на страницах «Corriere della Sera» назвал его полигамистом. Жена Пиккардо, итальянка по имени Лия, учительница, отрицала, что это был полигамный брак, и обвинила Магди Аллама в публикации личных электронных писем без её согласия.

## Опубликованные книги
- «Путь мусульманина» (перевод «Аль-Минхадж аль-Муслим», юридический текст)
- Эссе по толкованию перевода неповторимого Священного Корана.
- Жизнь пророка Мухаммада, Аль-Хикма, 2007. ISBN 8895274008
- Anéla il petto, Аль-Хикма, 2002. ISBN 8890180137 (посвящен именам Аллаха)
- «Загадка дервиша» , Центр европейских исследований Ибн Сины, 2005. ISBN 8890178205 (Исламский политический роман)
- «Свет перед Светом» (обращенья к Всевышнему)
- Ode to the Red One, Liberodiscrivere, 2007. ISBN 978-8873881223 (поэзия)
- «Чудо в Багдаде», Аль-Хикма, 2008. ISBN 8895274016 (Исламский политический роман)